# 딤섬
딤섬(dim sum)은 광둥을 비롯한 남중국 지역에서 아침,  점심 전후로 간단하게 먹는 만두 및 과자이다. 노점이나 작은 식당에서 사서 먹는 경우가 많다. 홍콩의 국민 음식 가운데 하나로 여겨진다.
딤섬과 함께 차를 마시는 것을 "얌차(飲茶)"라 하며, 딤섬을 만드는 전문 요리사는 "딤삼시(點心師)"라 부른다.

## 이름
"딤섬"은 광둥어 딤삼(광둥어: 點心, 월병: dim2 sam1, 한자음: 점심)이 영어식 표기인 "딤 섬(dim sum)"을 거쳐 들어온 말이다. 표준 중국어 발음은 뎬신(중국어 간체자: 点心, 병음: diǎnxīn)이며, 한국어 "점심"과는 동원어 관계이다.

## 종류
딤섬은 기본적으로 돼지고기, 쇠고기, 닭고기, 새우 등을 사용한 고기류와 채소류를 감쌀 수 있는 껍질 안에 구워서 제공하는 음식이다.
찜, 볶음, 튀김, 후식류 등 다양한 딤섬이 있으며, 크게 짭조름한 딤섬인 함딤삼(鹹㸃心)과 달콤한 딤섬인 팀딤삼(甜㸃心)으로 나눌 수 있다.
- 쇠고기딤섬 : 쇠고기와 대파, 감자 전분, 설탕 등을 넣어 감칠맛을 높이고 구워낸 딤섬
- 야채딤섬 : 다양한 채소류를 넣어 구워낸 딤섬
- 돼지고기딤섬 : 돼지고기와 대파, 마늘, 생강 등을 넣어 바삭하게 구워낸 딤섬
- 닭고기딤섬 : 닭고기와 양파, 대파, 마늘 등을 넣어 감칠맛을 높인 딤섬
- 새우딤섬 : 새우와 대파, 양파, 마늘 등을 넣어 씹히는 식감과 감칠맛을 높인 딤섬
- 해물딤섬
- 양고기딤섬

## 역사
딤섬은 본래 중국 남부인 광둥성,상하이 사람들과 객가인들이 아침과 저녁 중간 시간대에 간단하게 먹던 음식에서 비롯된 것이다.
홍콩의 딩섬이 유명해져서 홍콩의 고유 음식처럼 굳어졌다
- 고우(糕): 떡, 케이크
  - 닌고우(年糕)
  - 로박고우(蘿蔔糕)
  - 마라이고우(馬拉糕)
  - 마타이고우(馬蹄糕)
  - 붓자이고우(缽仔糕)
  - 예잡고우(椰汁糕)
  - 우타우고우(芋頭糕)
- 바우(包): 왕만두, 찐빵
  - 나이웡바우(奶黃包)
  - 라우사바우(流沙包)
  - 린융바우(蓮蓉包)
  - 보로바우(菠蘿包)
  - 사우바우(壽包)
  - 시우룽바우(小籠包)
  - 차시우바우(叉燒包)
- 죽(粥): 죽
  - 캅다이죽(及第粥)
  - 페이단사우육죽(皮蛋瘦肉粥)
- 진자딤(煎炸點): 굽거나 튀긴 딤섬
  - 곡자이(角仔)
  - 상진바우(生煎包)
  - 우곡(芋角)
  - 자만타우(炸饅頭)
  - 진더이(煎堆)
  - 진영삼보우(煎釀三寶)
  - 차시우소우(叉燒酥)
  - 천귄(春卷)
  - 페이단소우(皮蛋酥)
  - 푸페이귄(腐皮卷)
  - 함서이곡(鹹水角)
- 징딤(蒸點): 찐 딤섬
  - 감친토우(金錢肚)
  - 노마이가이(糯米雞)
  - 산죽응아우육(山竹牛肉)
  - 세이보우가이잣(四寶雞扎)
  - 시우마이(燒賣)
  - 시잡파이괏(豉汁排骨)
  - 신죽귄(鮮竹卷)
  - 자렁(炸兩)
  - 청판(腸粉)
  - 치우자우 판궈(潮州粉果)
  - 풍자우(鳳爪)
  - 하가우(蝦餃)
- 팀반(甜品): 단 후식
  - 다우푸파(豆腐花)
  - 단탓(蛋撻)
  - 몽궈반긱(芒果班戟)
  - 몽궈보우딘(芒果布甸)
  - 항얀다우푸(杏仁豆腐)
  - 훙다우사(紅豆沙)
- 판민판(粉麵飯): 밥·국수
  - 호입판(荷葉飯)
- 기타
  - 응아우잡(牛雜)

## 사진

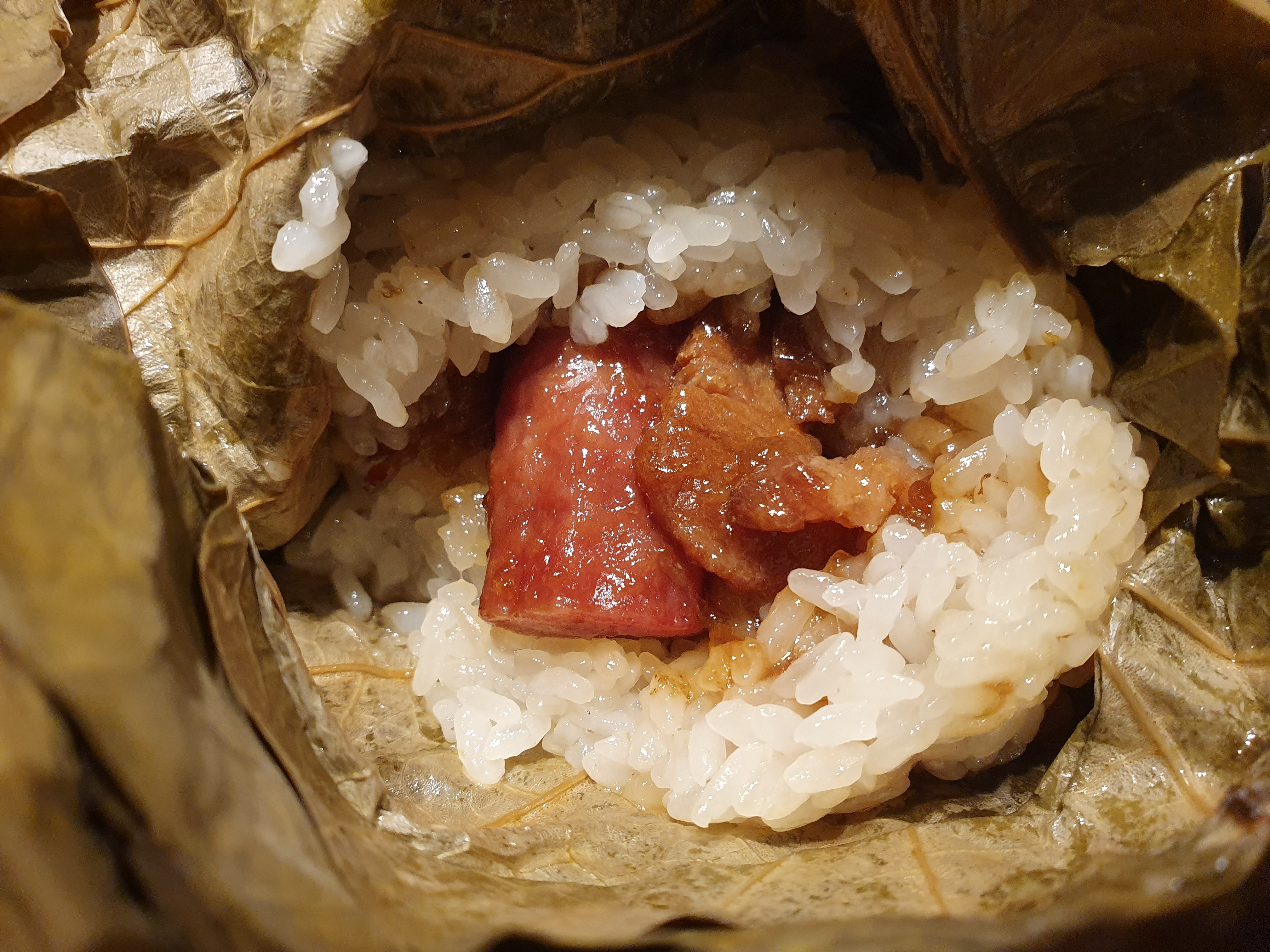
노마이가이
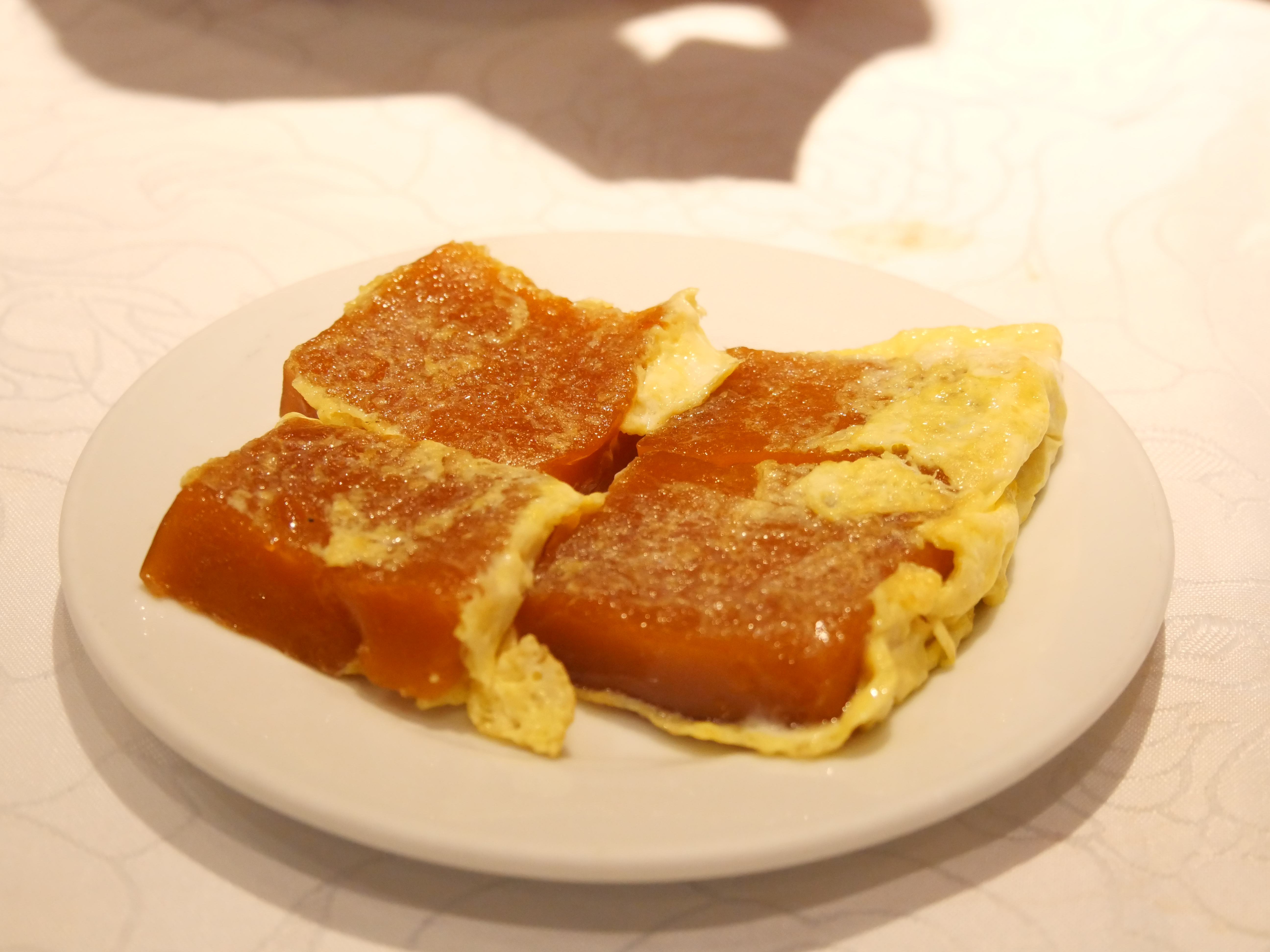
닌고우
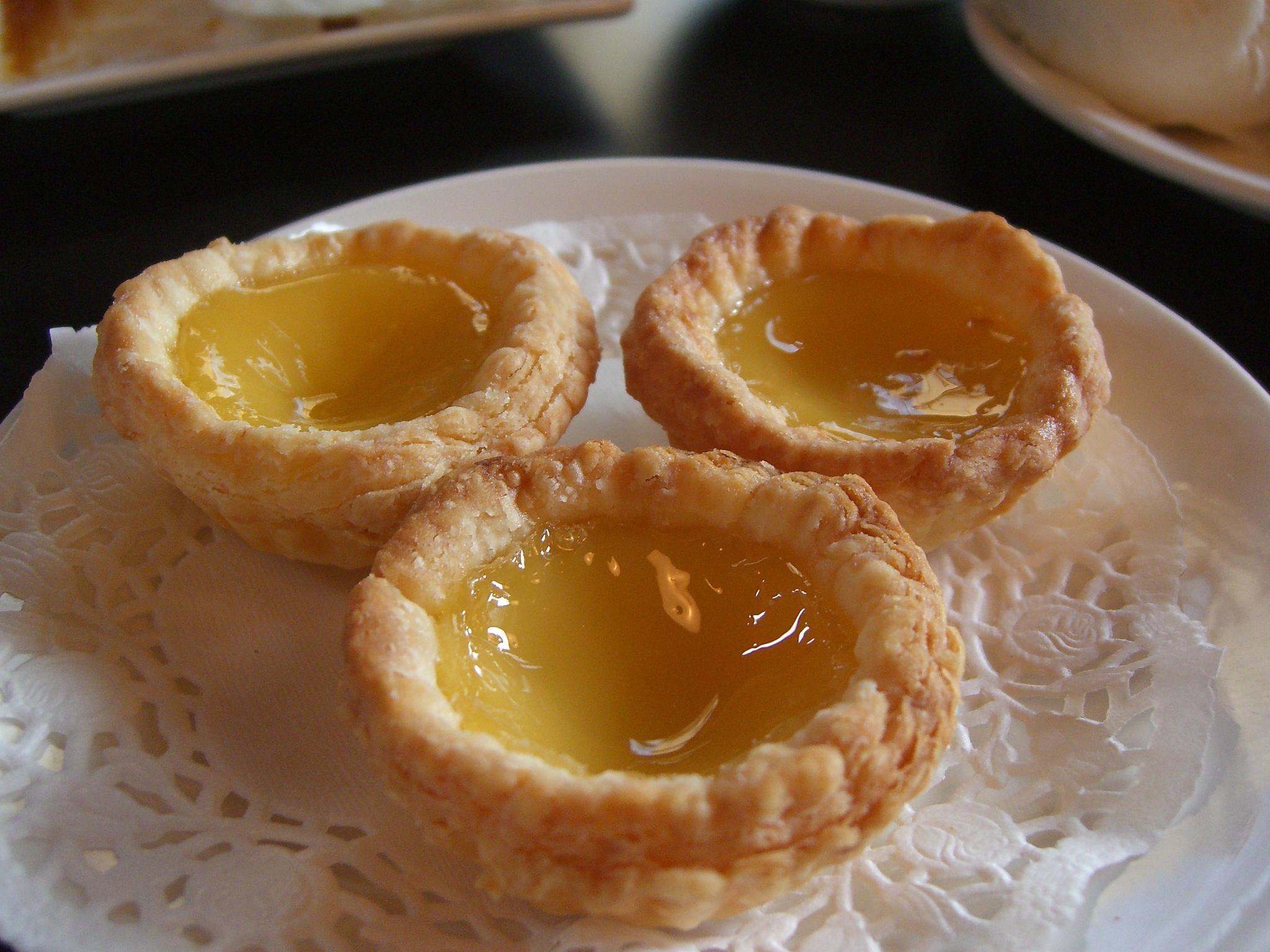
단탓
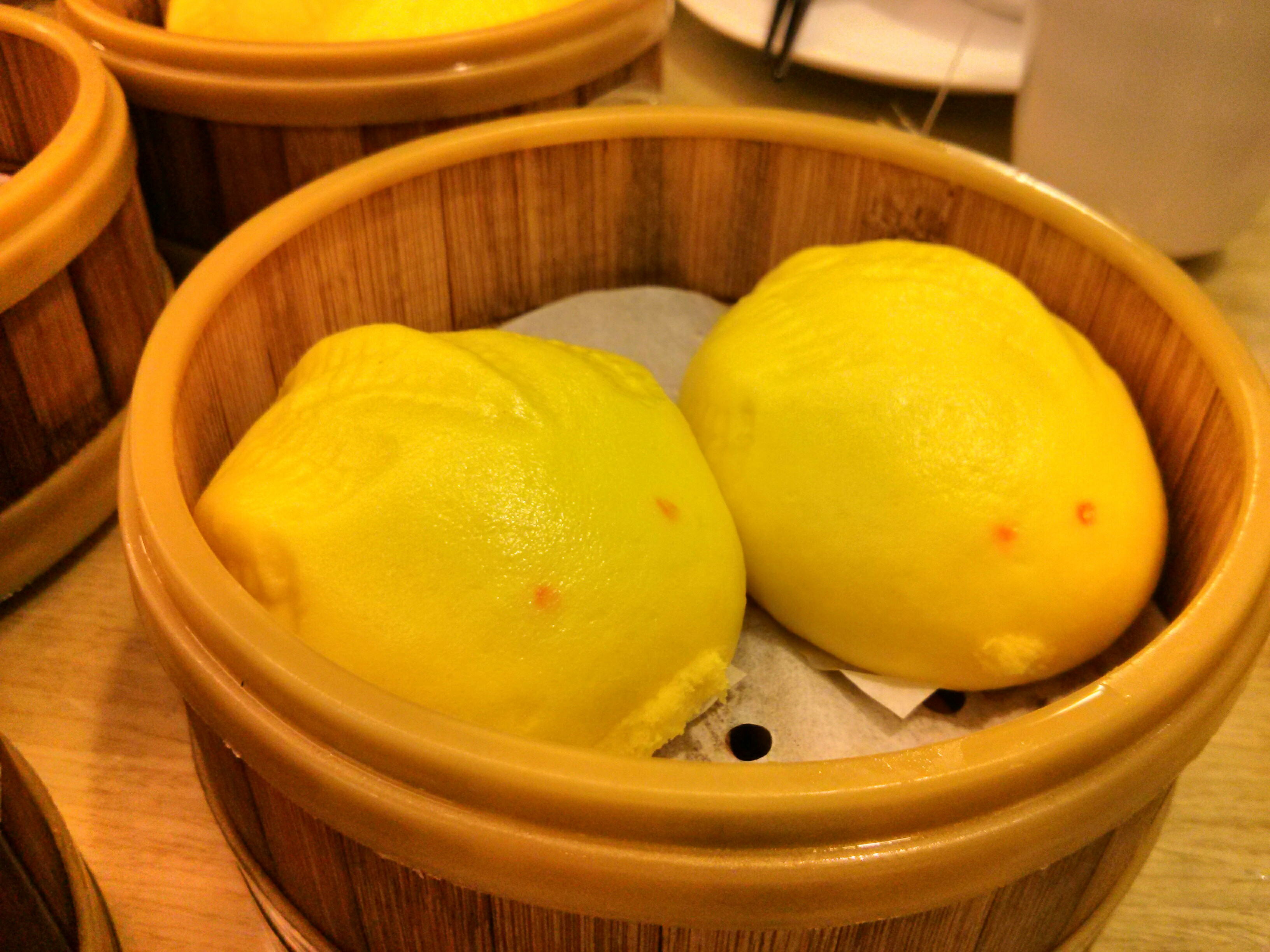
라우사바우
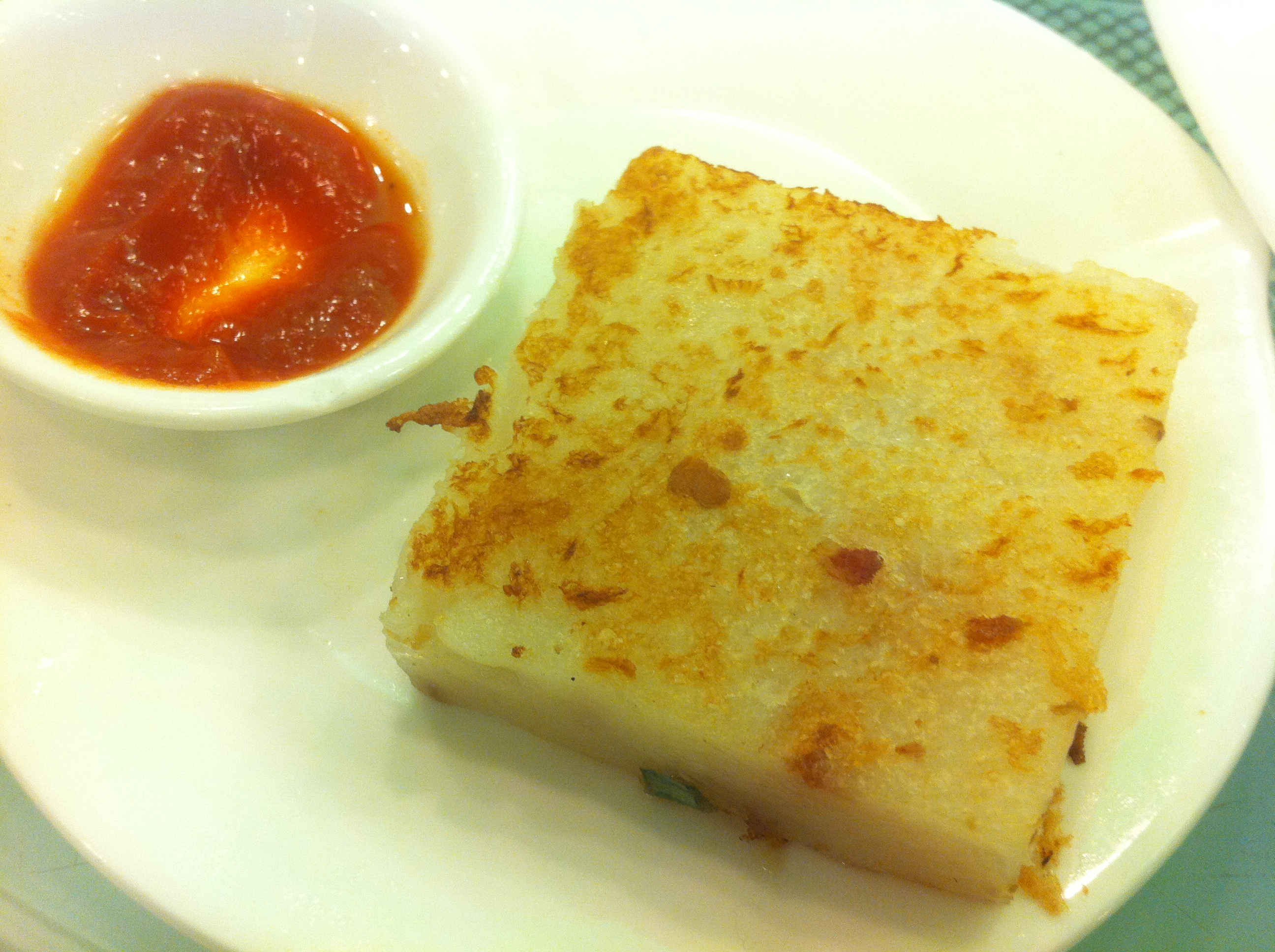
로박고우
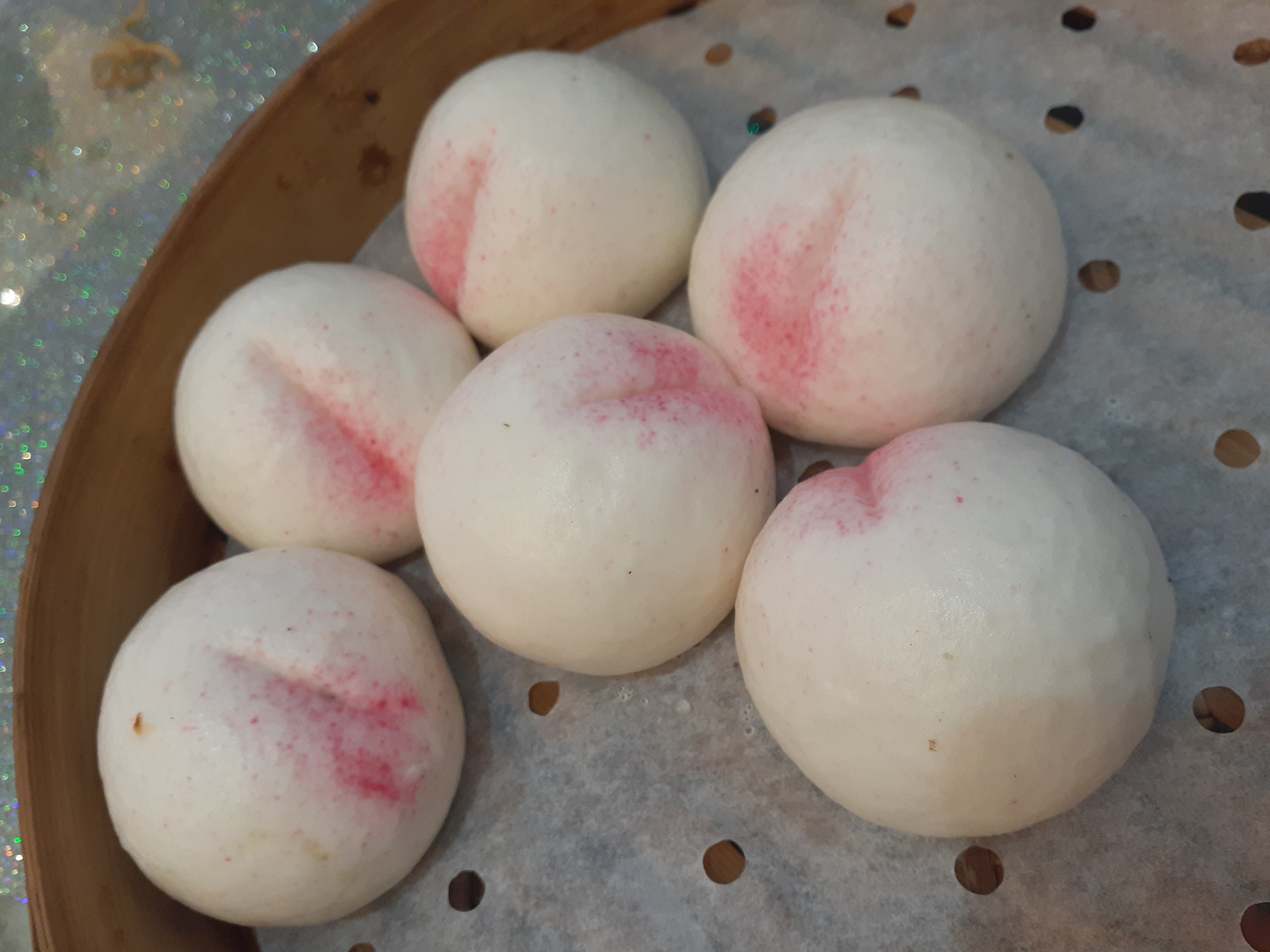
린융바우
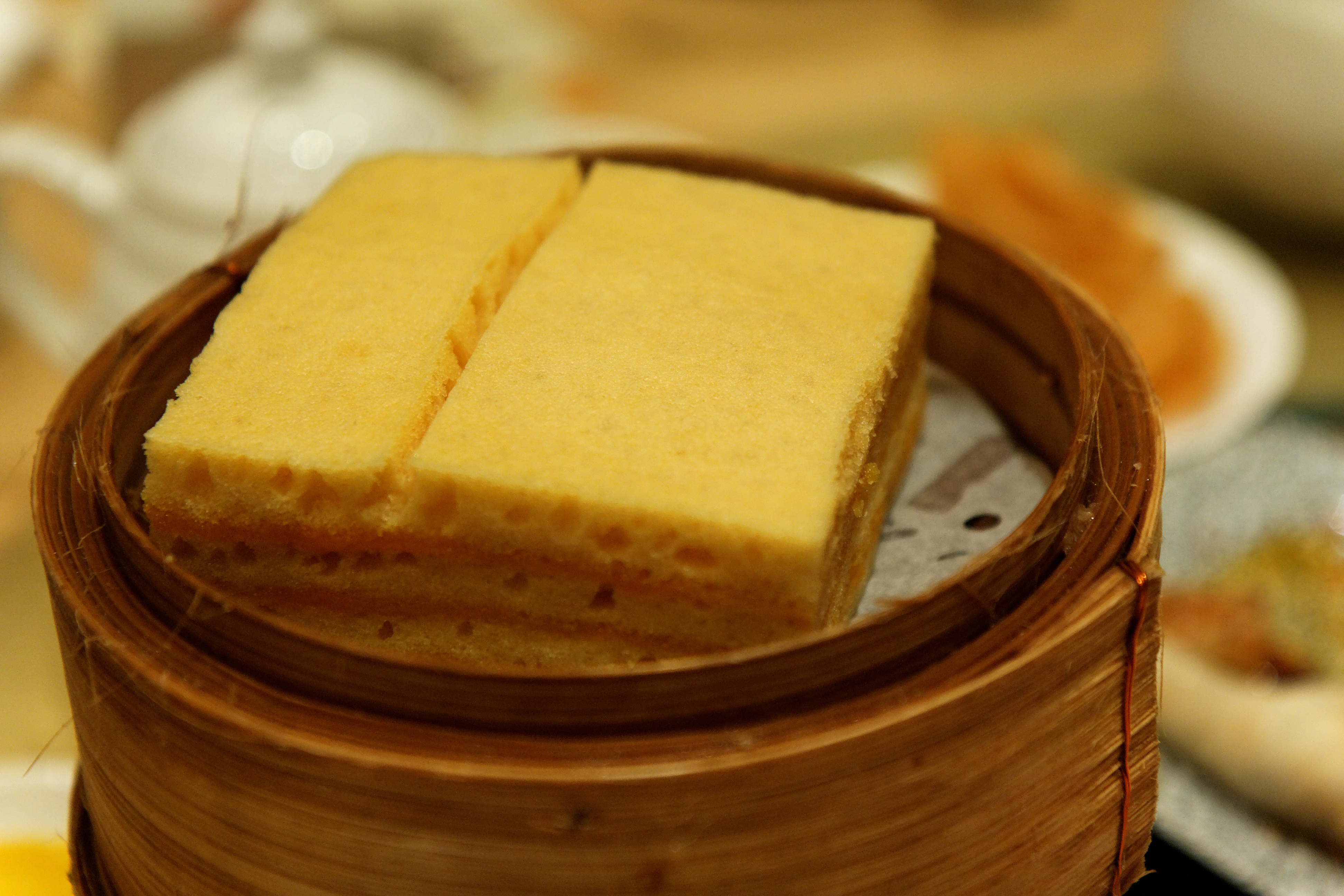
마라이고우
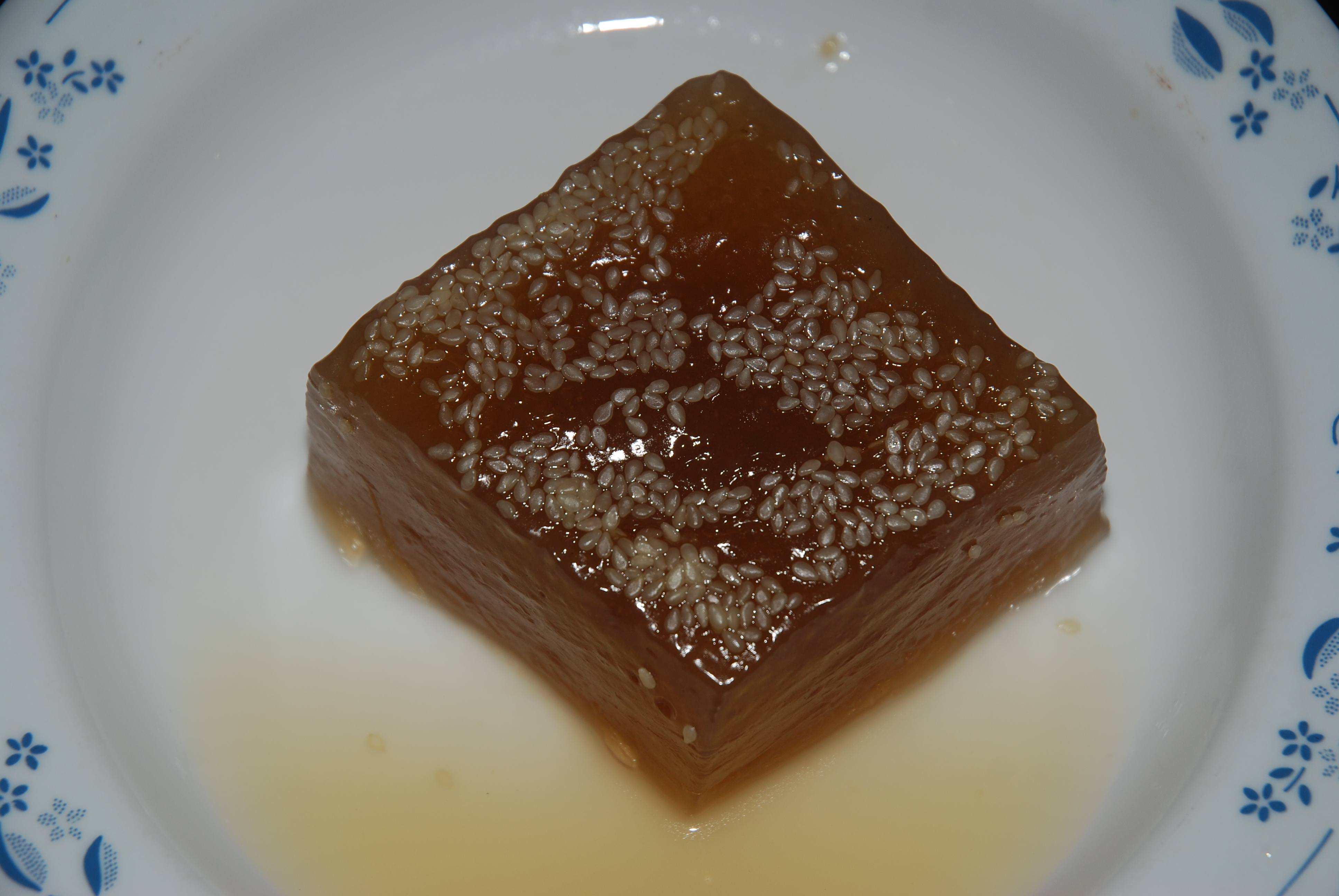
마타이고우
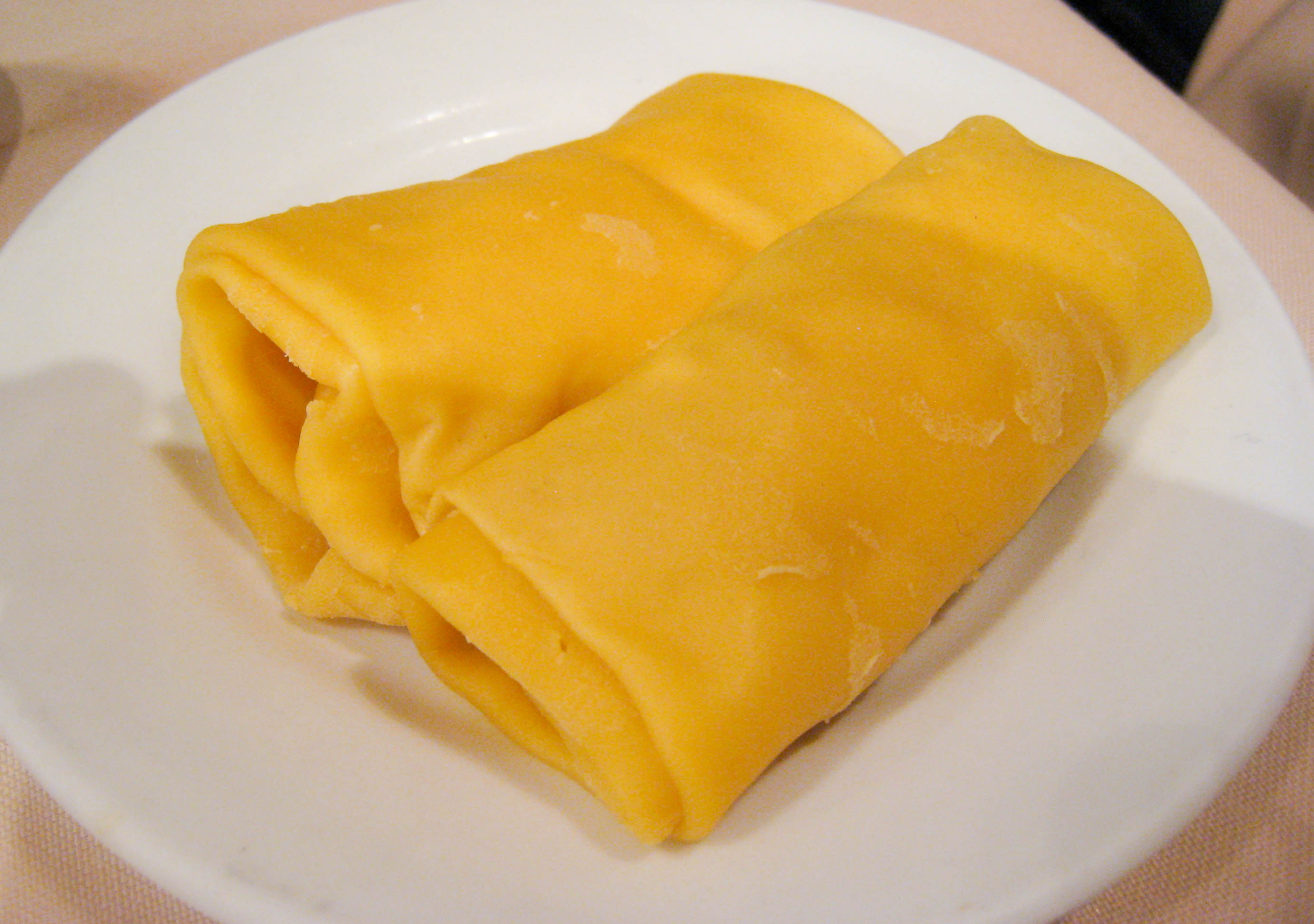
몽궈반긱
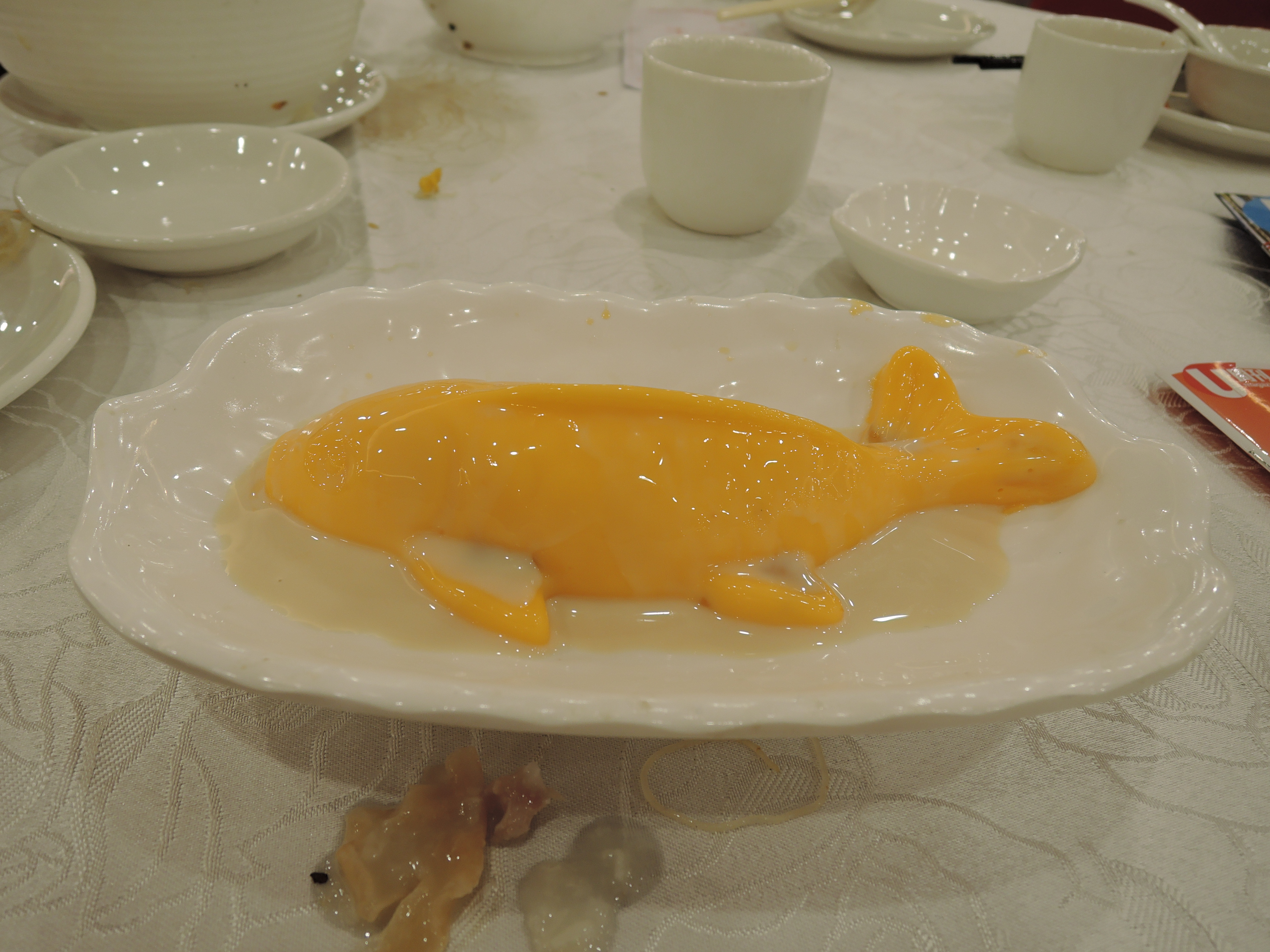
몽궈보우딘
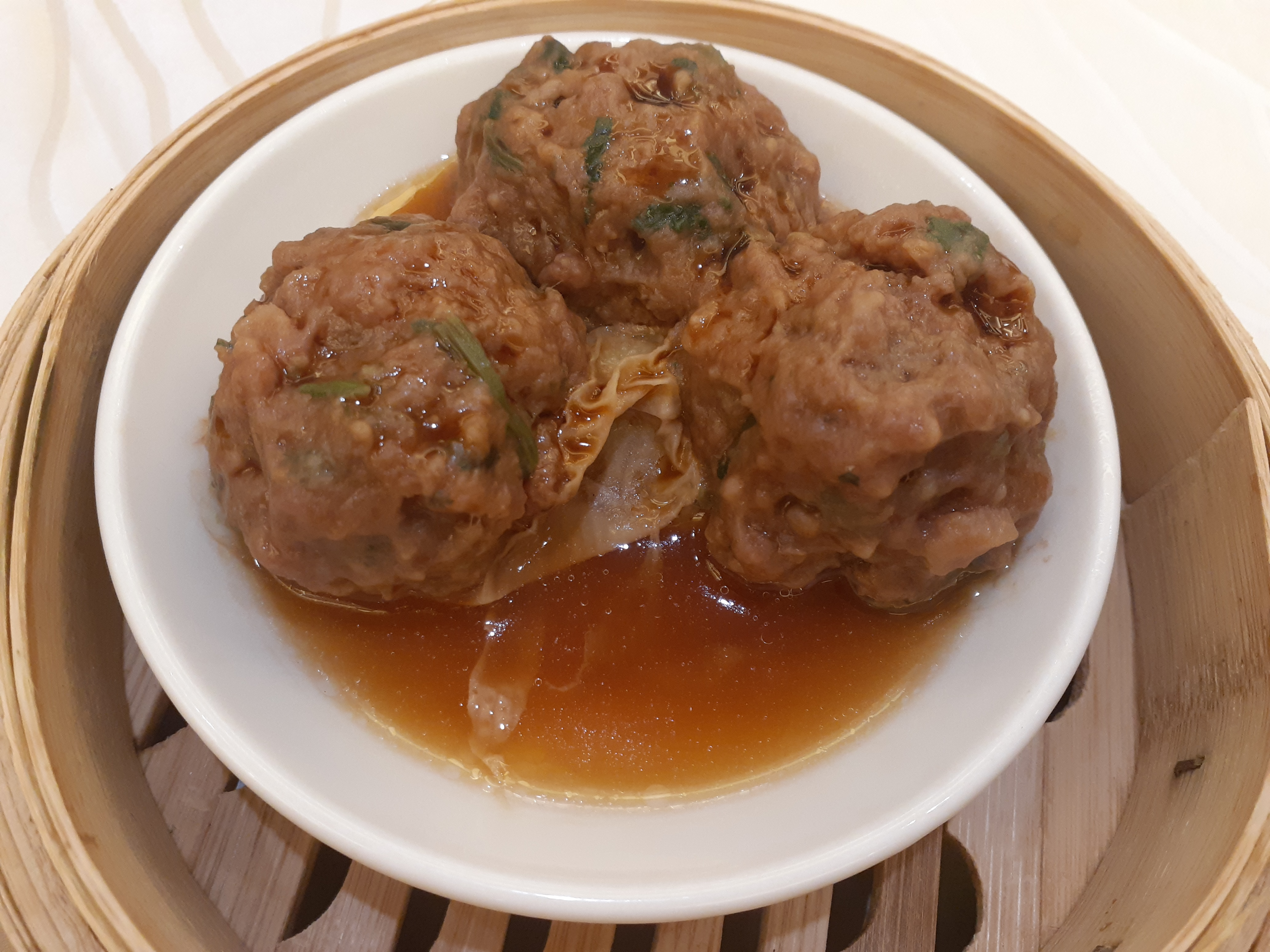
산죽응아우육
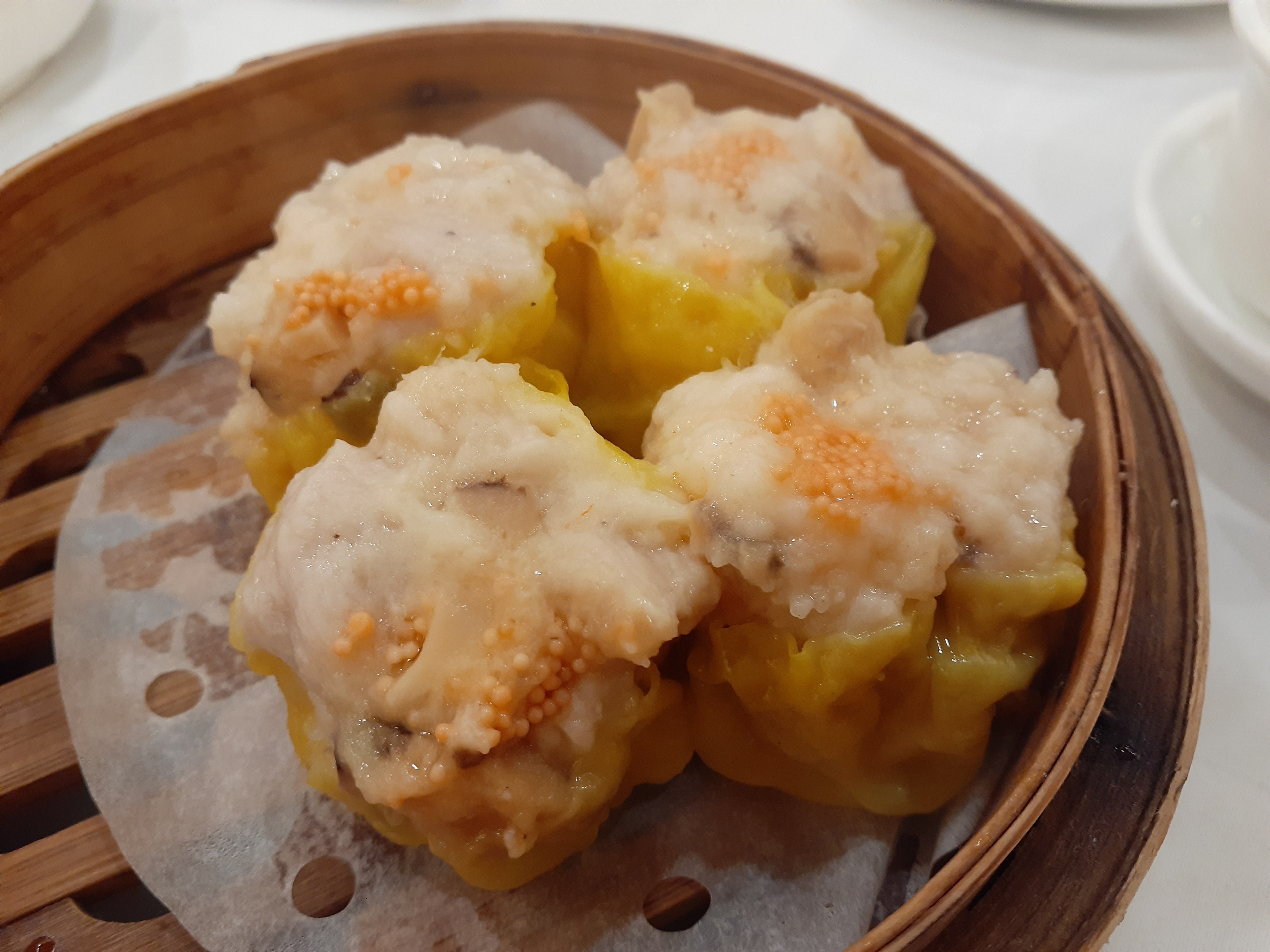
시우마이
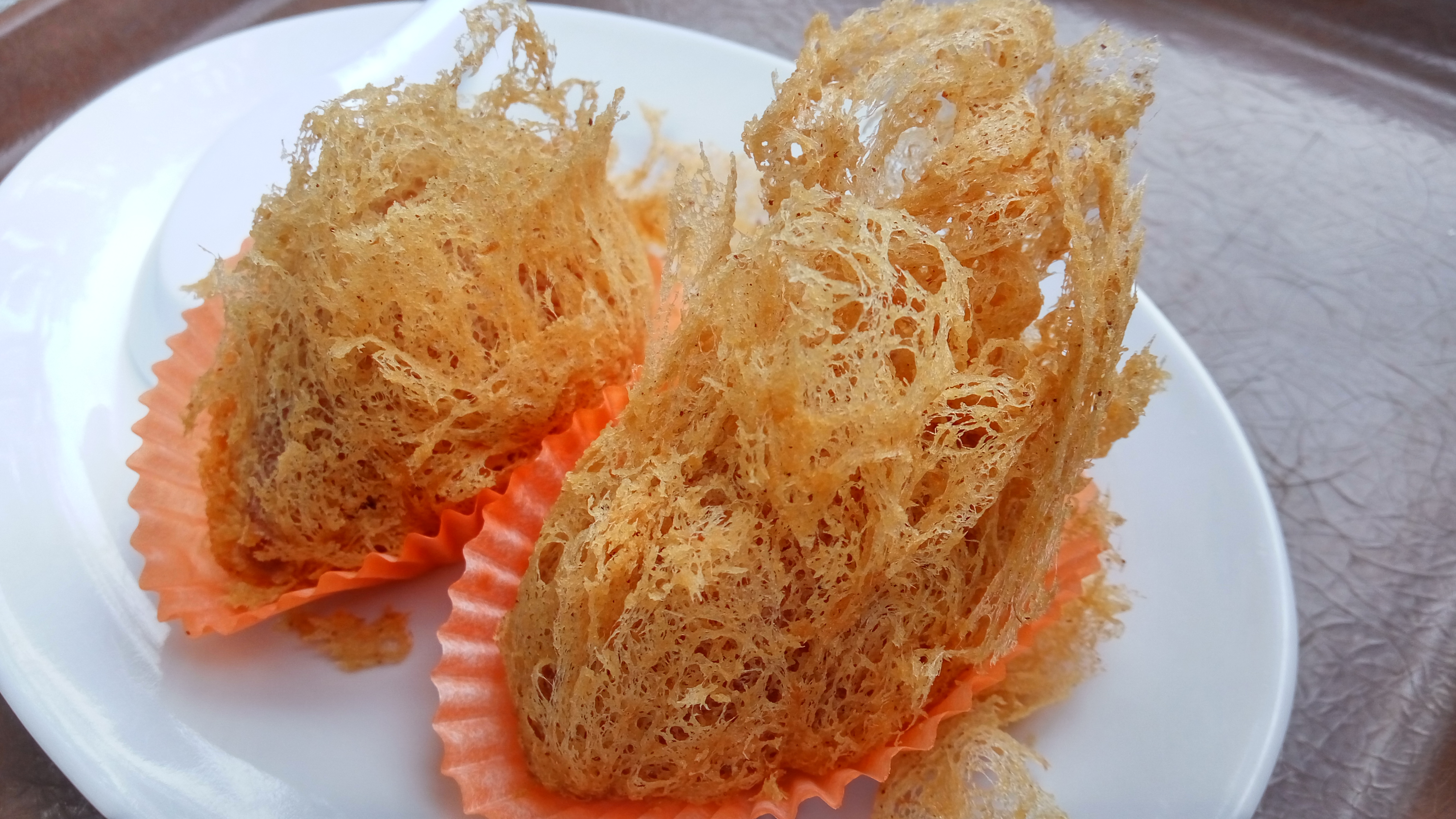
우곡
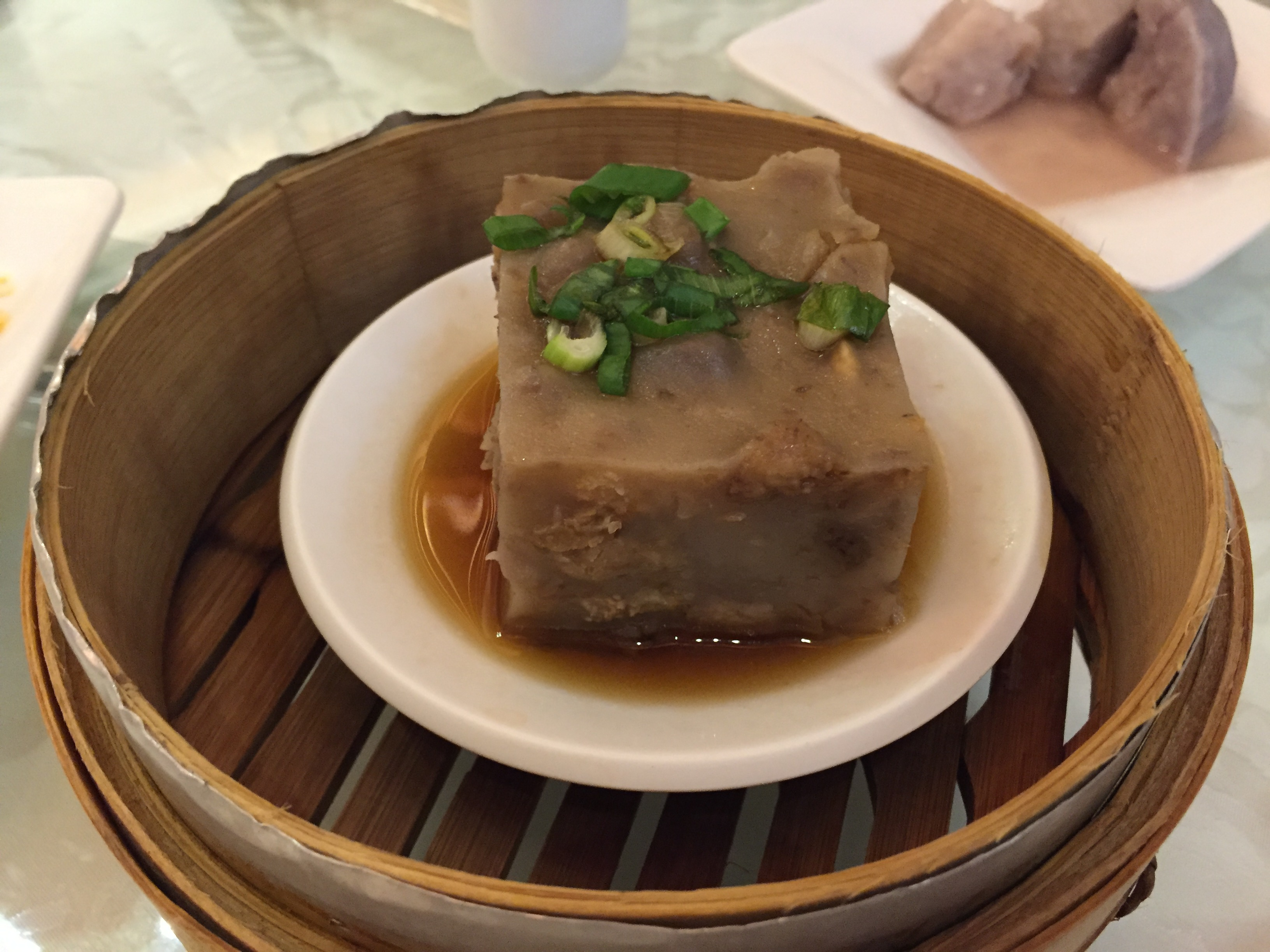
우타우고우
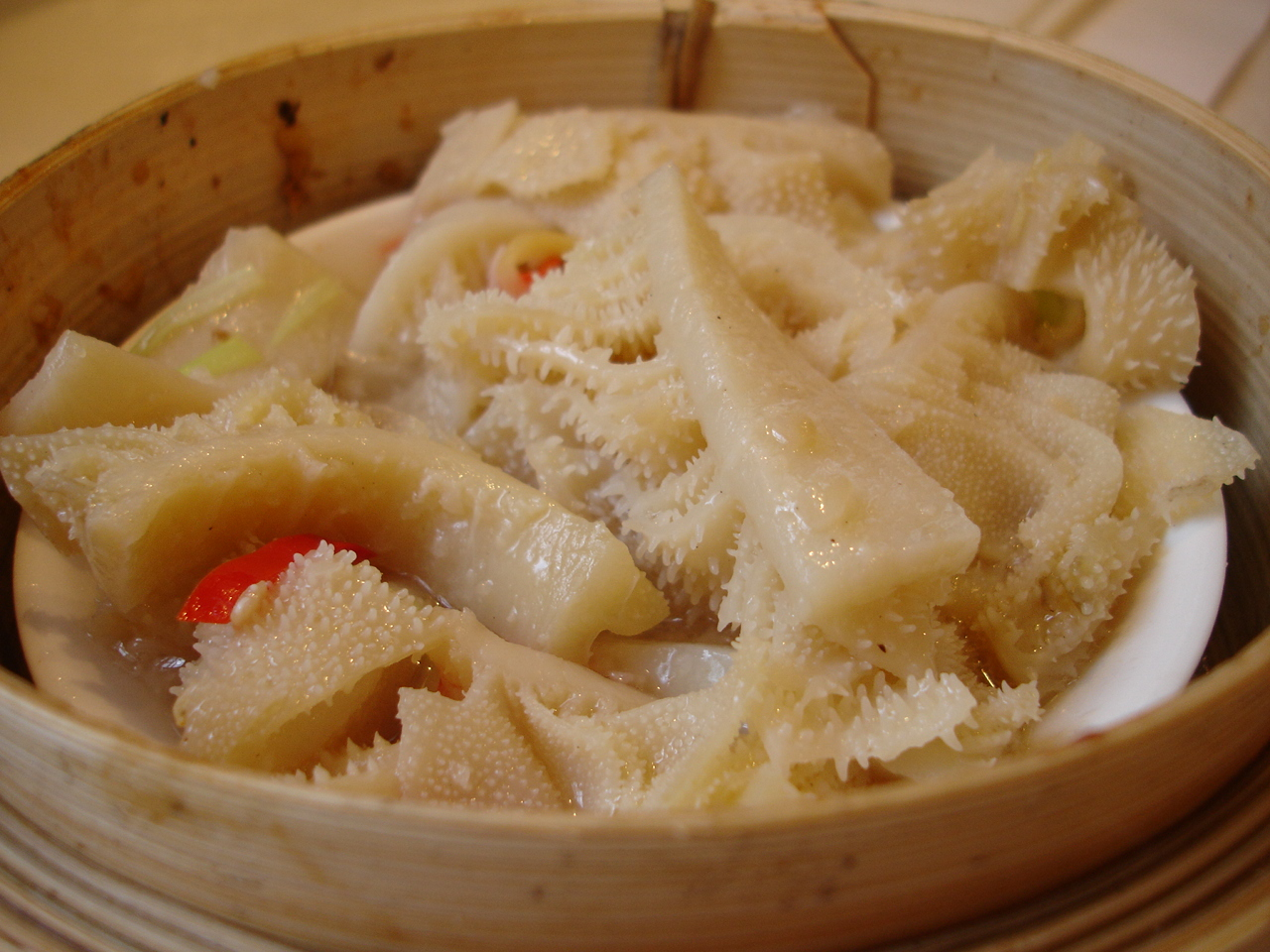
응아우박입
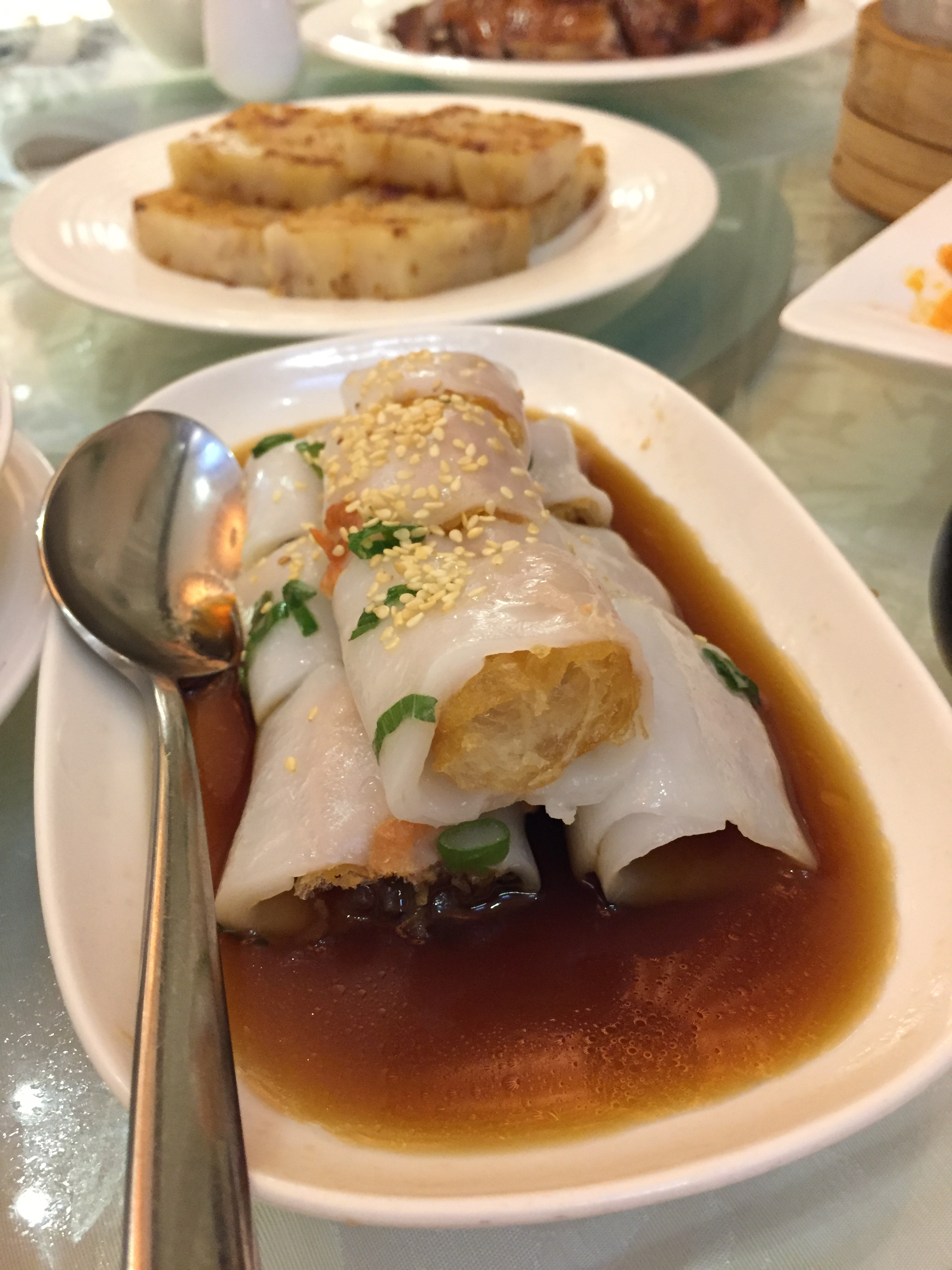
자렁
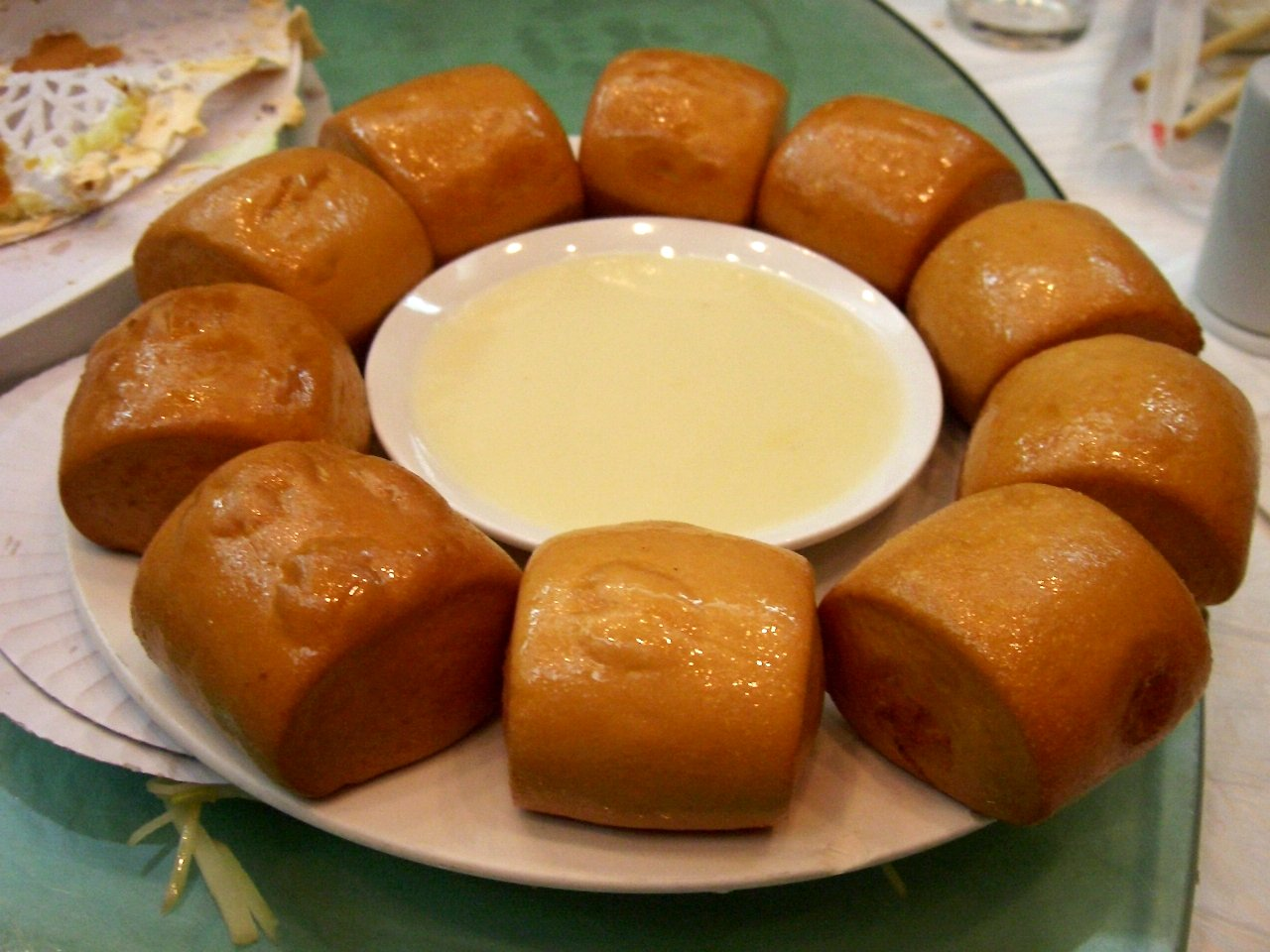
자만타우
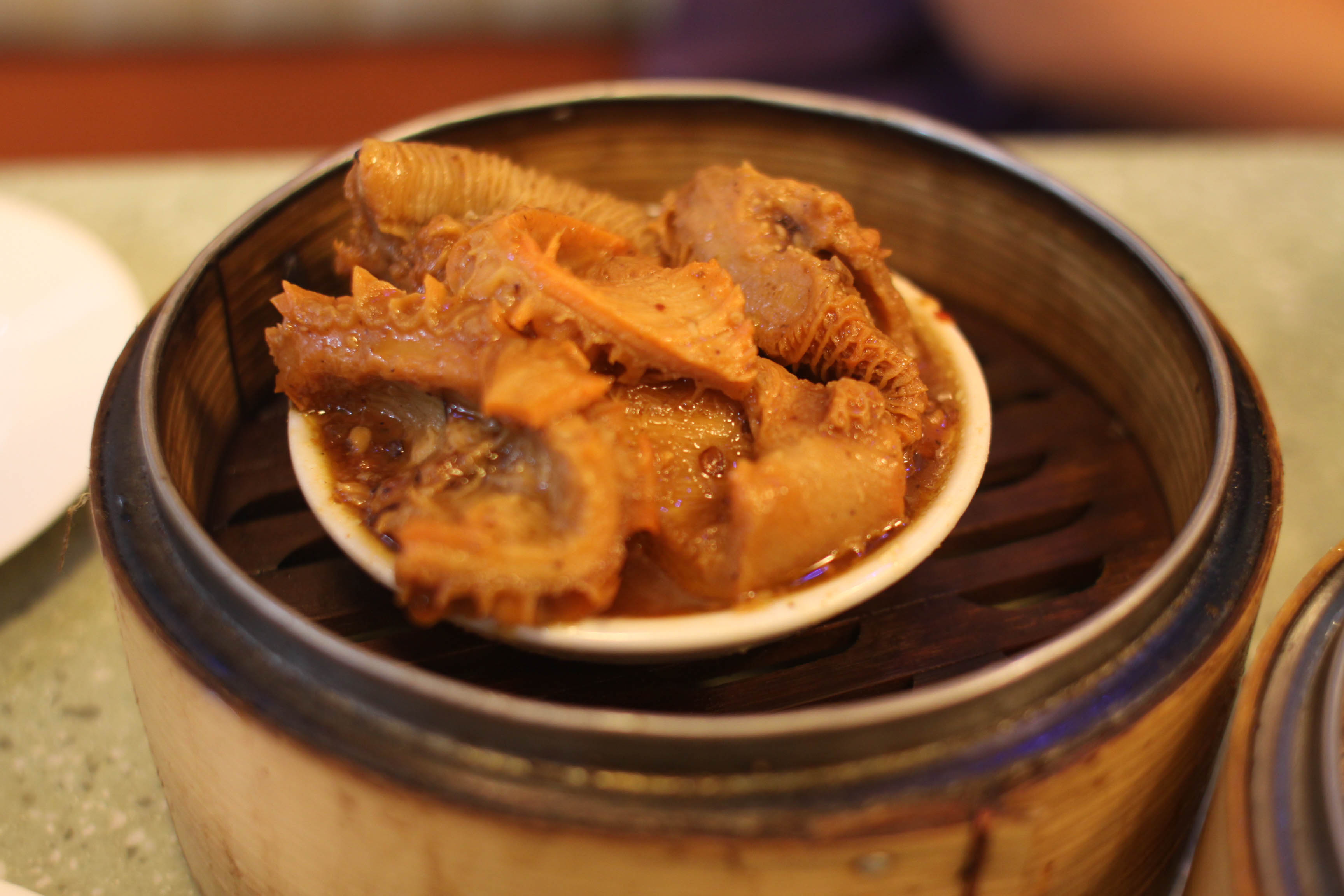
정잡감친토우
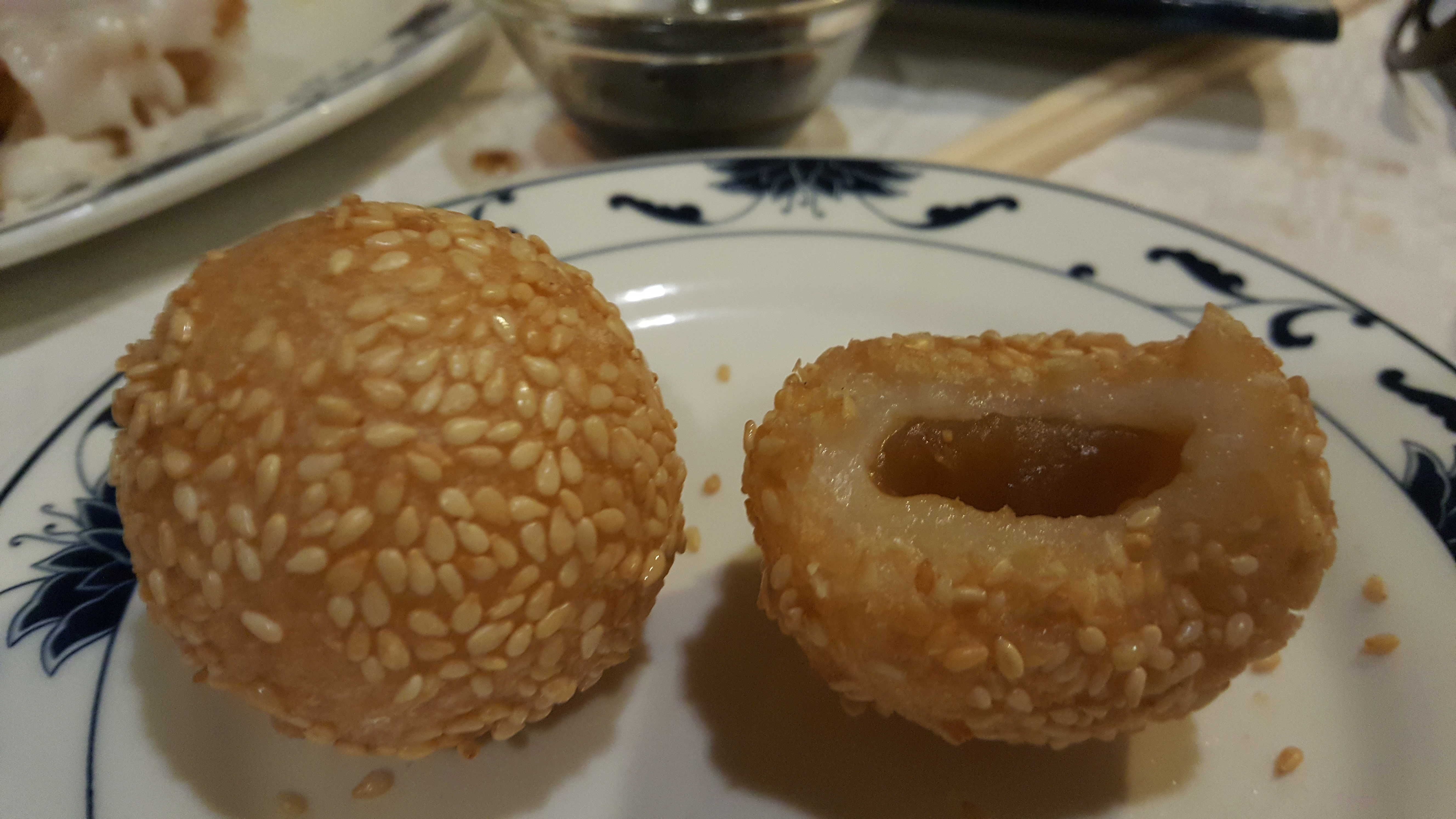
진더이
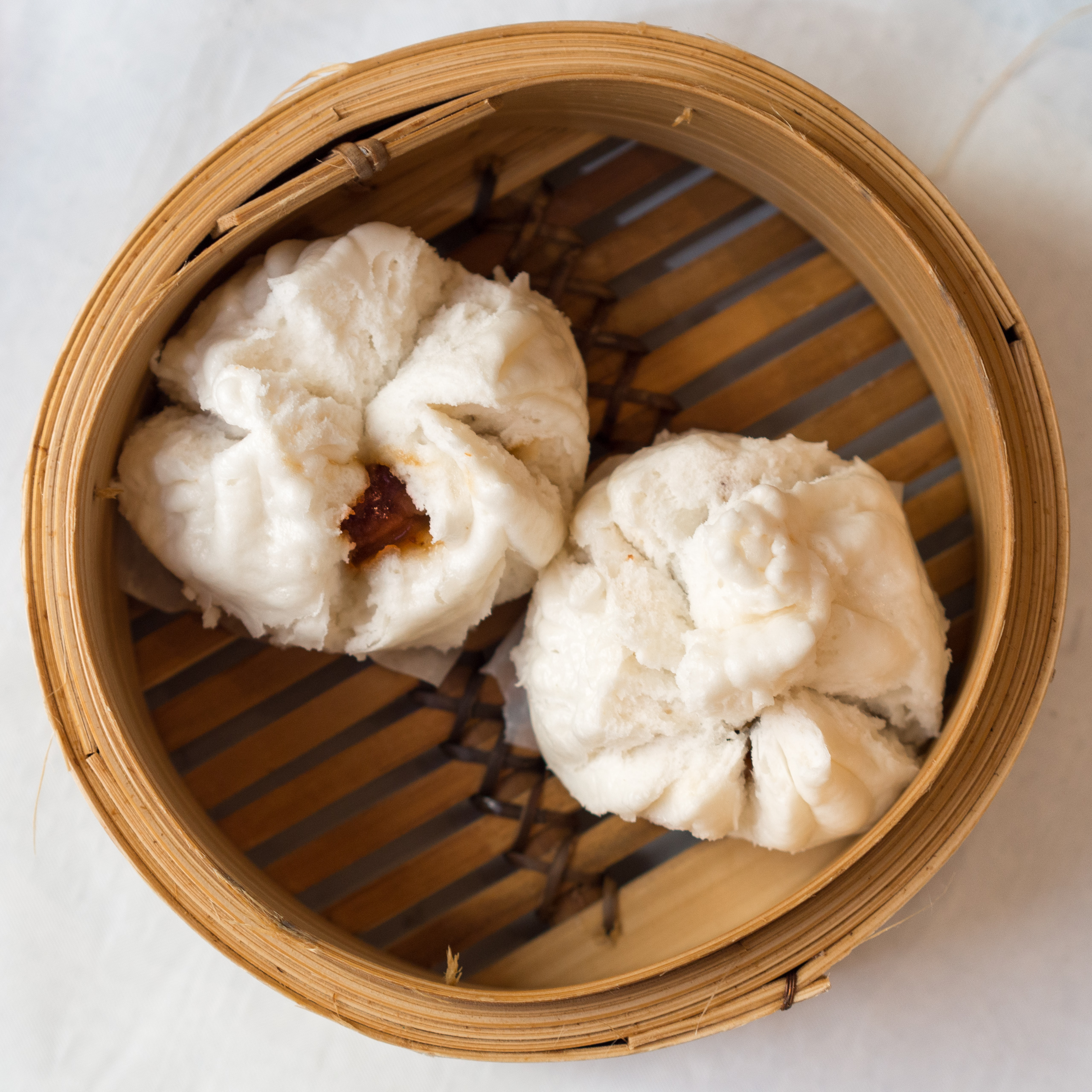
차시우바우
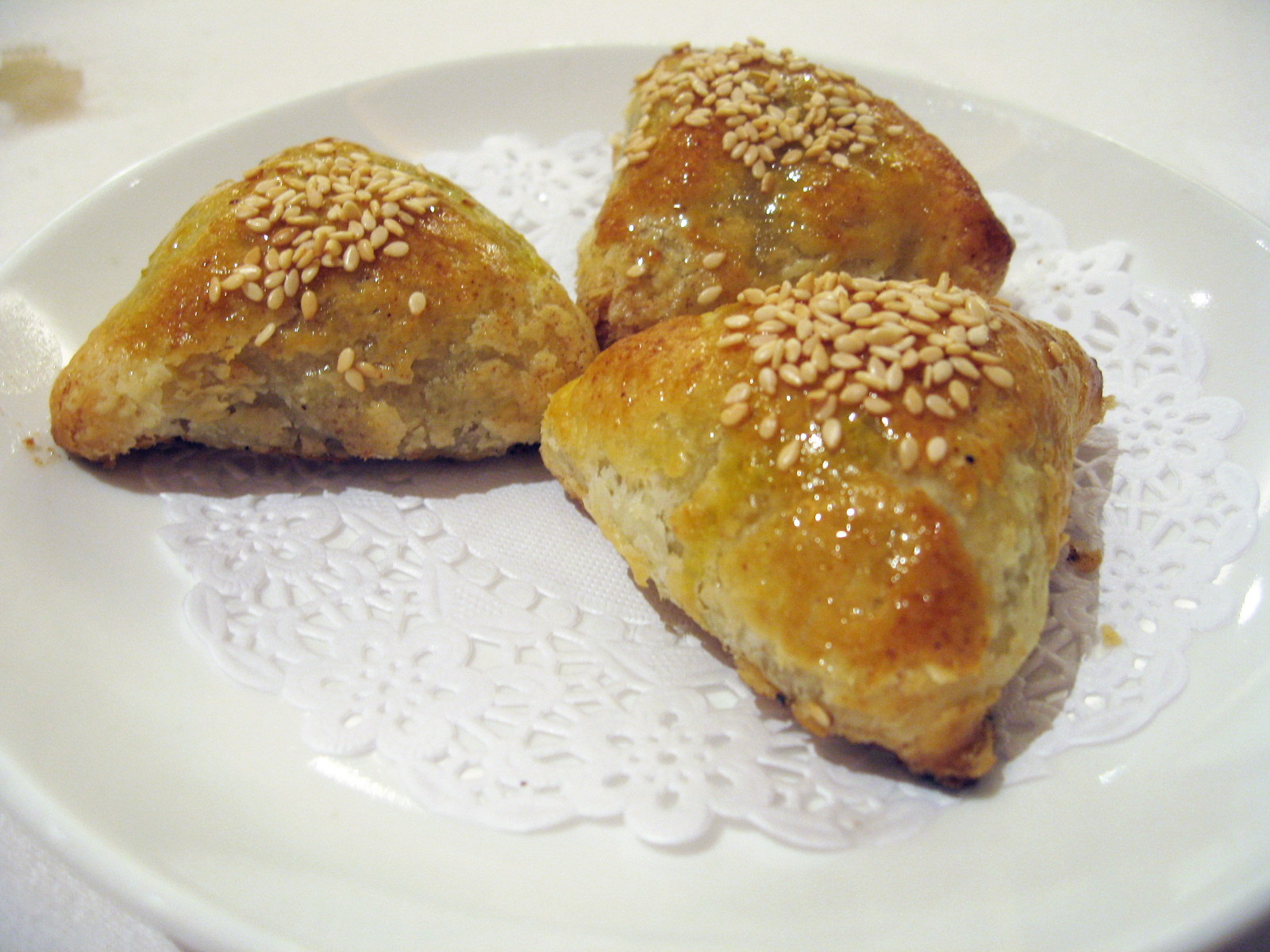
차시우소우
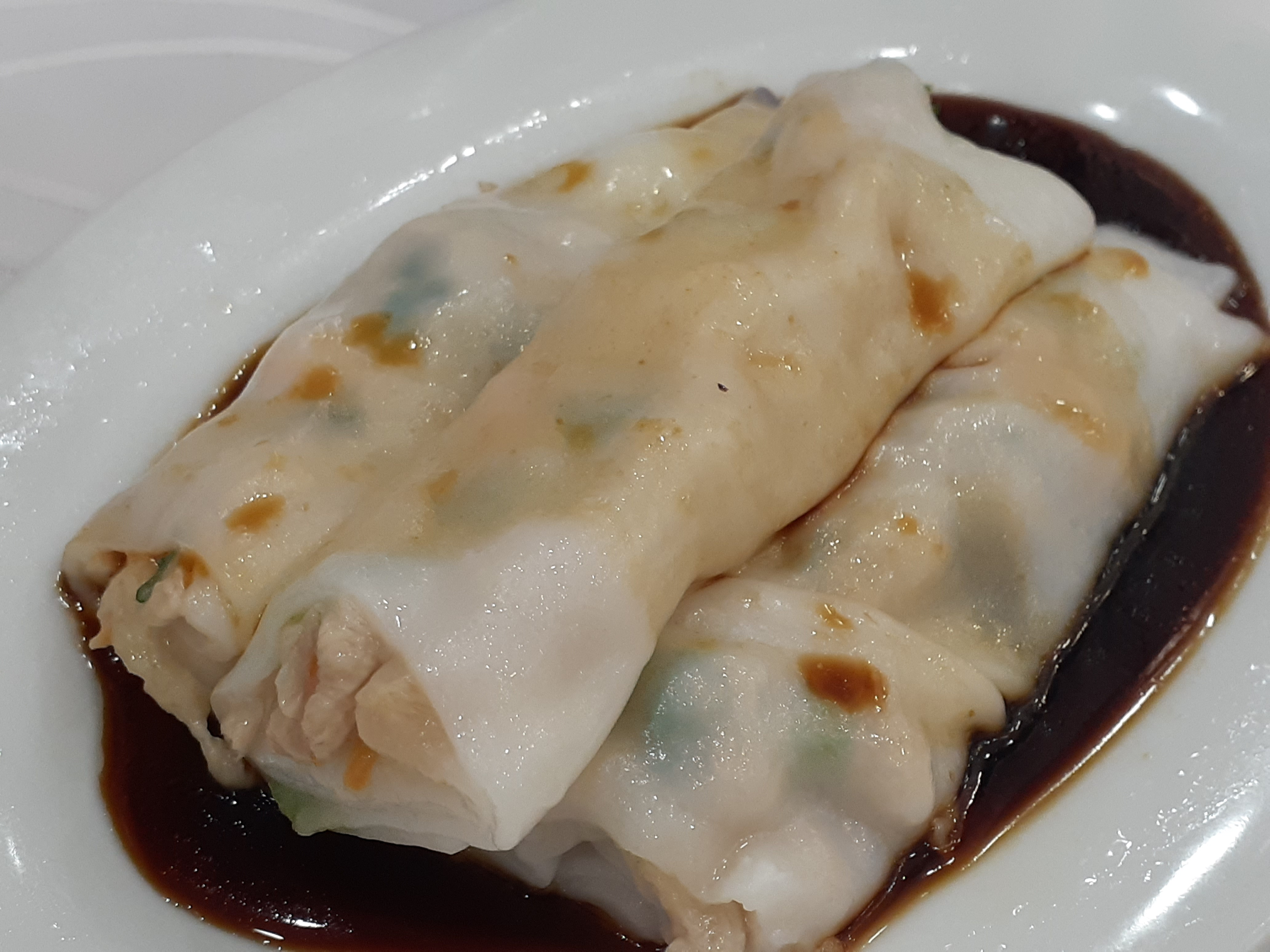
청판
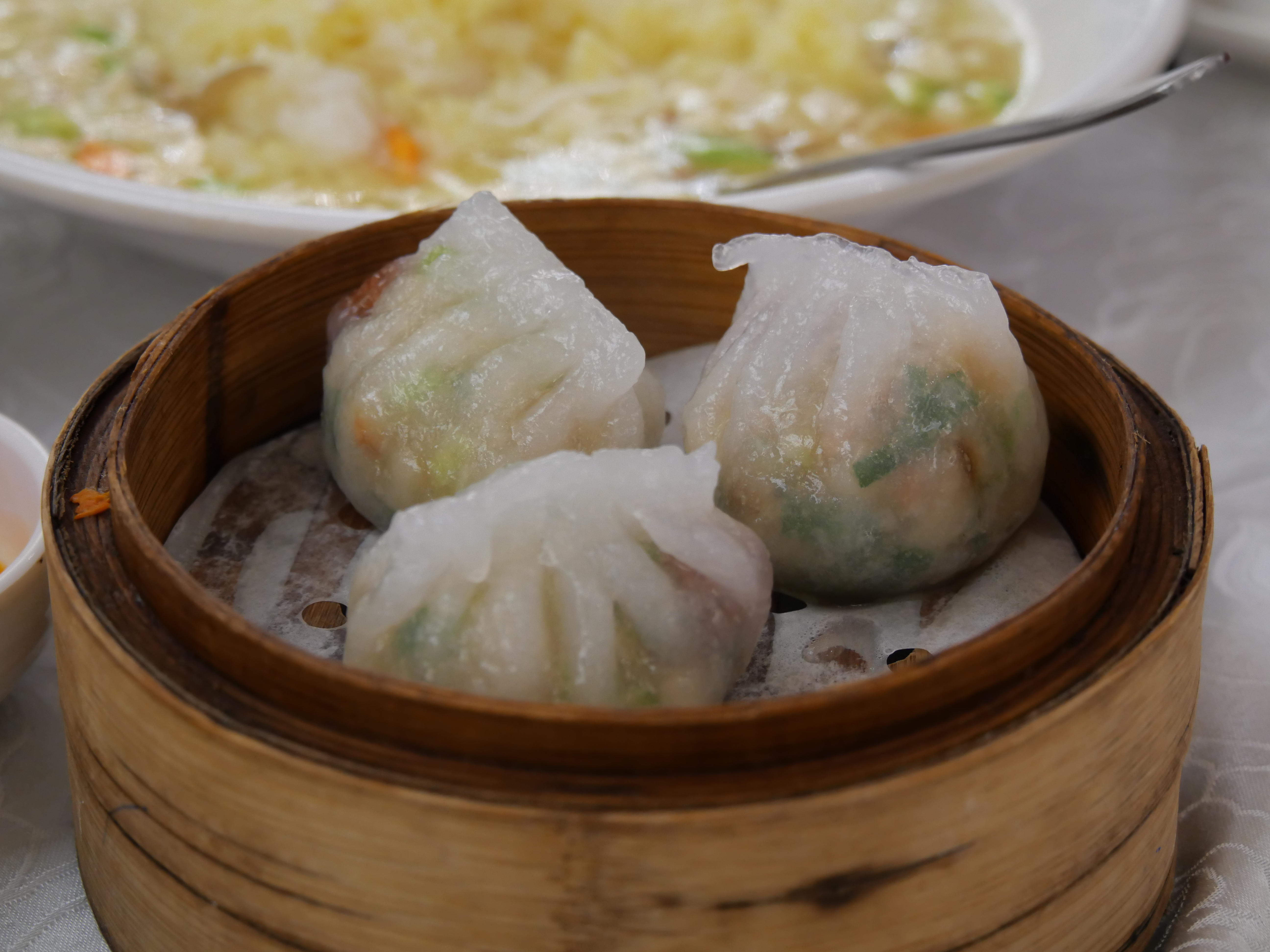
판궈
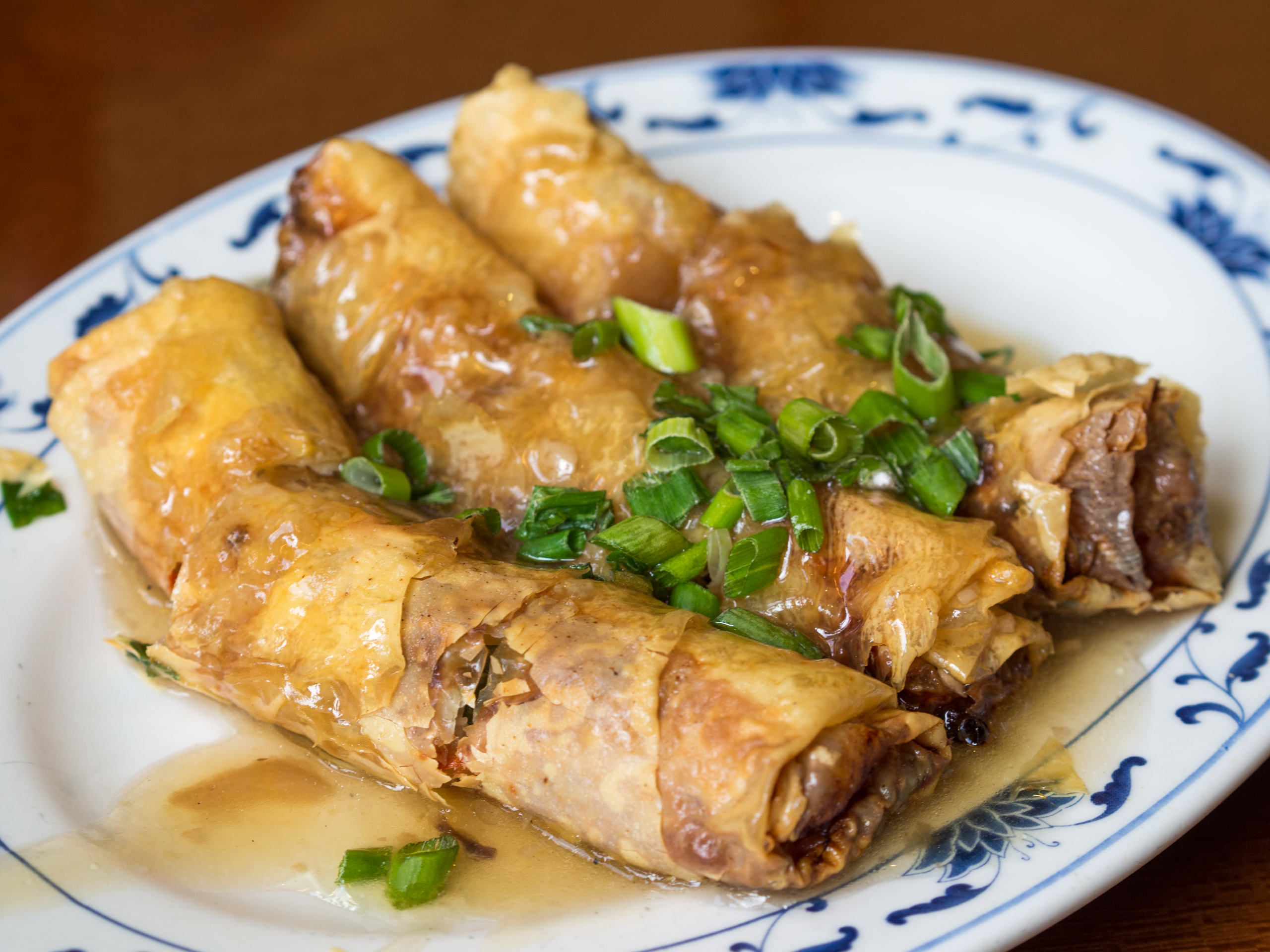
푸페이귄
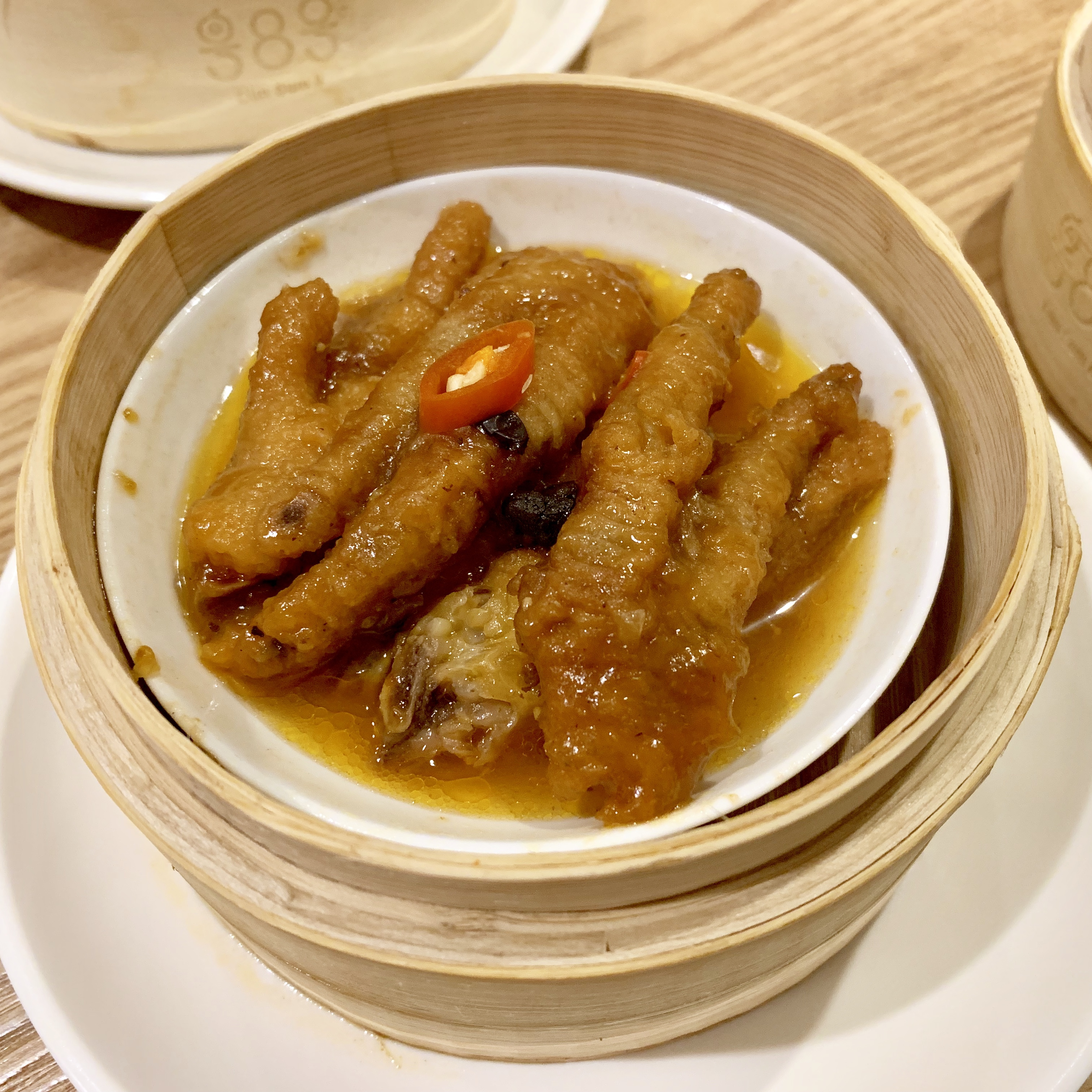
풍자우
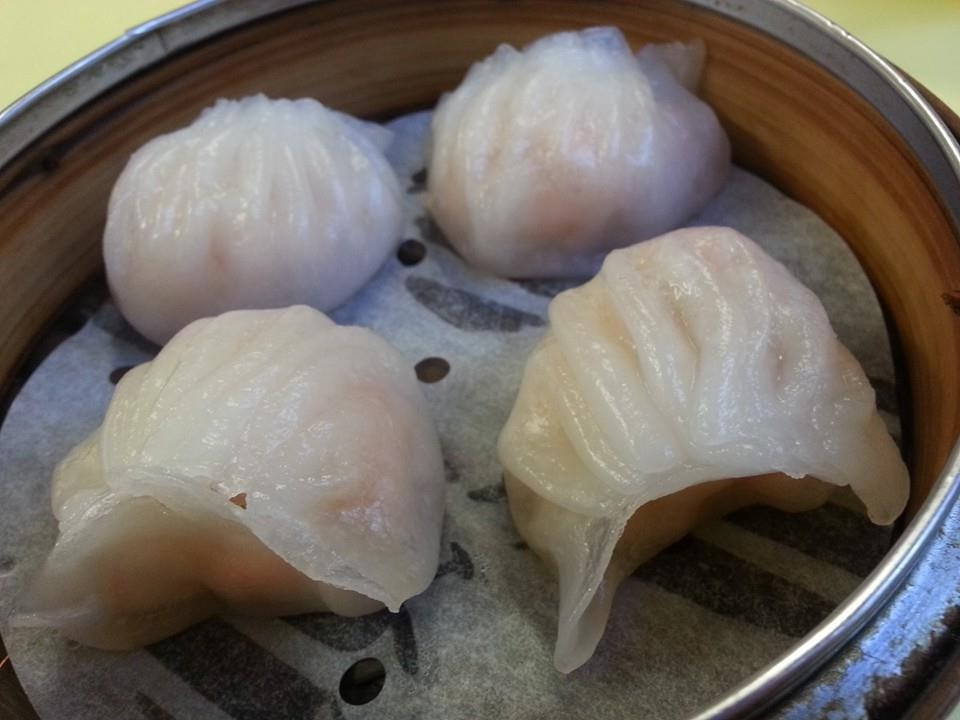
하가우

## 같이 보기
- 간식
- 경식
- 얌차
- 주전부리
- 핑거 푸드